# Чемпионат Латвии по футболу
Чемпиона́т Вы́сшей ли́ги Ла́твии по футбо́лу (латыш. Latvijas Virslīgas čempionāts futbolā) — высшая футбольная лига в Латвии. Организацией и проведением турнира занимается Латвийская футбольная федерация вместе с обществом «Латвийская футбольная Высшая лига». Название текущего турнира — Высшая Лига TonyBet (латыш. TonyBet Virslīga), так как главным спонсором лиги является спортивный тотализатор TonyBet.

## История

### В период независимости и до 1945 года
Первый чемпионат Латвии по футболу не был завершён из-за быстро наступившей зимы (1921), следующий состоялся в (1922 году) — чемпионом стал рижский «Кайзервальд». В 1927 году была создана Высшая лига, а первым чемпионом лиги стала лиепайская «Олимпия», которая удерживала этот титул ещё два сезона. А в 1930 и 1931 годах чемпионом Высшей лиги становился рижский ФК.
20-й чемпионат Латвии (1940/41) не был доигран в связи с вводом советских войск в Латвию. Чемпионаты 1942 и 1943 годов проводились во время немецкой оккупации. Чемпионат 1944 года разыгрывался во время немецкой оккупации и не был окончен из-за наступления Советской Армии.

### В составе СССР (1945—1991)
В период с 1945 по 1991 годы было проведено 47 сезонов чемпионата Латвийской ССР, при этом самый первый розыгрыш чемпионата Латвийской ССР по футболу был начат в июне 1941 года, но вскоре был прерван из-за начала Великой Отечественной войны.

### После восстановления независимости (с 1992)
Некоторые источники рассматривают чемпионат 1991 года как первый полноценный чемпионат Латвии по футболу после восстановления независимости. Но, во-первых, независимость де-факто была восстановлена уже после начала чемпионата, а во-вторых, не все сильнейшие команды Латвии участвовали в этом чемпионате. Так, рижская «Пардаугава» (тренеры — Георгий Гусаренко и Янис Скределис) играла в Первой лиге СССР (последнее, 22-е место), а елгавский «РАФ» — в 6-й зоне Второй лиги (3-е место из 22-х команд; тренер — Виктор Нестеренко).
Начиная с 1992 года, 13 раз подряд чемпионом становился «ФК Сконто», в 2005 году серию его побед прервал лиепайский «Металлург». С 2006 по 2008 годы чемпионом являлся «Вентспилс», в 2009 году чемпионом стал лиепайский «Металлург», в 2010 году чемпионом в 14-й раз стал ФК «Сконто». В 2011 году титул снова вернул «Вентспилс».

## Формат
10 клубов Высшей лиги в течение сезона проводят по четыре матча с каждым другим клубом (по два матча дома и в гостях) — в общей сложности каждый клуб проводит по 36 матчей, всего в чемпионате запланировано 180 матчей. Восемь первых по итогам турнира команд гарантируют себе место в Высшей лиге в 2026 году (при условии получения соответствующей лицензии перед началом следующего сезона). Победитель Первой лиги квалифицируется в Высшую лигу. Ещё одно место в сезоне 2026 года разыгрывается в переходных матчах между девятой командой Высшей лиги и второй командой Первой лиги.

## Все призёры (с 1992 года)
| Сезон | Победитель           | 2-е место            | 3-е место             | Лучший бомбардир                            |
| ----- | -------------------- | -------------------- | --------------------- | ------------------------------------------- |
| 1992  | Сконто (Рига)        | РАФ (Елгава)         | ВЭФ (Рига)            | Вячеслав Жевнерович (ВЭФ), 19 голов         |
| 1993  | Сконто (Рига)        | Олимпия (Рига)       | РАФ (Елгава)          | Александр Елисеев (Сконто), 20 голов        |
| 1994  | Сконто (Рига)        | РАФ (Елгава)         | ДАГ (Рига)            | Владимир Бабичев (Сконто), 14 голов         |
| 1995  | Сконто (Рига)        | Вилан-Д (Даугавпилс) | РАФ (Елгава)          | Виталий Астафьев (Сконто), 19 голов         |
| 1996  | Сконто (Рига)        | Даугава (Рига)       | Динабург (Даугавпилс) | Михаил Михолап (Даугава), 33 гола           |
| 1997  | Сконто (Рига)        | Даугава (Рига)       | Динабург (Даугавпилс) | Давид Чаладзе (Сконто), 25 голов            |
| 1998  | Сконто (Рига)        | Металлург (Лиепая)   | Вентспилс             | Виктор Добрецов (Металлург), 23 гола        |
| 1999  | Сконто (Рига)        | Металлург (Лиепая)   | Вентспилс             | Виктор Добрецов (Металлург), 22 гола        |
| 2000  | Сконто (Рига)        | Вентспилс            | Металлург (Лиепая)    | Владимир Колесниченко (Сконто), 17 голов    |
| 2001  | Сконто (Рига)        | Вентспилс            | Металлург (Лиепая)    | Михаил Михолап (Сконто), 23 гола            |
| 2002  | Сконто (Рига)        | Вентспилс            | Металлург (Лиепая)    | Михаил Михолап (Сконто), 23 гола            |
| 2003  | Сконто (Рига)        | Металлург (Лиепая)   | Вентспилс             | Виктор Добрецов (Металлург), 36 голов       |
| 2004  | Сконто (Рига)        | Металлург (Лиепая)   | Вентспилс             | Александр Катасонов (Металлург), 21 гол     |
| 2005  | Металлург (Лиепая)   | Сконто (Рига)        | Вентспилс             | Игорь Слесарчук (Вента/Вентспилс), 18 голов |
| 2006  | Вентспилс            | Металлург (Лиепая)   | Сконто (Рига)         | Михаил Михолап (Сконто), 15 голов           |
| 2007  | Вентспилс            | Металлург (Лиепая)   | Рига                  | Вит Римкус (Вентспилс), 20 голов            |
| 2008  | Вентспилс            | Металлург (Лиепая)   | Сконто (Рига)         | Вит Римкус (Вентспилс), 14 голов            |
| 2009  | Металлург (Лиепая)   | Вентспилс            | Сконто (Рига)         | Кристап Гребис (Металлург), 30 голов        |
| 2010  | Сконто (Рига)        | Вентспилс            | Металлург (Лиепая)    | Денис Ракель (Металлург), 18 голов          |
| 2011  | Вентспилс            | Металлург (Лиепая)   | Даугава (Даугавпилс)  | Натан Жуниор (Сконто), 22 гола              |
| 2012  | Даугава (Даугавпилс) | Сконто (Рига)        | Вентспилс             | Мамука Гонгадзе (Даугава), 18 голов         |
| 2013  | Вентспилс            | Сконто (Рига)        | Даугава (Даугавпилс)  | Артур Карашаускас (Сконто), 16 голов        |
| 2014  | Вентспилс            | Сконто (Рига)        | Елгава                | Владислав Гутковский (Сконто), 28 голов     |
| 2015  | Лиепая               | Сконто (Рига)        | Вентспилс             | Давис Икауниекс (Лиепая), 15 голов          |
| 2016  | Спартак (Юрмала)     | Елгава               | Вентспилс             | Гирт Карлсон (Вентспилс), 17 голов          |
| 2017  | Спартак (Юрмала)     | Лиепая/Мого (Лиепая) | Рига                  | Акиньеми Аделеки (Вентспилс), 10 голов      |
| 2018  | Рига                 | Вентспилс            | РФС (Рига)            | Дарко Лемаич (Рига), 15 голов               |
| 2019  | Рига                 | РФС (Рига)           | Вентспилс             | Дарко Лемаич (Рига/РФС), 15 голов           |
| 2020  | Рига                 | РФС (Рига)           | Валмиера              | Додо (Лиепая), 18 голов                     |
| 2021  | РФС (Рига)           | Валмиера             | Лиепая                | Леонель Вамба (Спартак), 14 голов           |
| 2022  | Валмиера             | Рига                 | РФС (Рига)            | Раймонд Кроллис (Валмиера), 24 гола         |
| 2023  | РФС (Рига)           | Рига                 | Ауда (Кекава)         | Марко Регжа (Рига), 19 голов                |
| 2024  | РФС (Рига)           | Рига                 | Ауда (Кекава)         | Режиналду Рамирис (Ауда/Рига), 25 голов     |

## Достижения клубов (с 1992 года)
| Клуб                   | Чемпион                         | 2-е место                                   | 3-е место                                         |
| ---------------------- | ------------------------------- | ------------------------------------------- | ------------------------------------------------- |
| «Сконто»               | 14 (1992—2004, 2010)            | 5 (2005, 2012—2015)                         | 3 (2006, 2008, 2009)                              |
| «Вентспилс»            | 6 (2006—2008, 2011, 2013, 2014) | 6 (2000—2002, 2009, 2010, 2018)             | 9 (1998, 1999, 2003—2005, 2012, 2015, 2016, 2019) |
| «Рига» (с 2015)        | 3 (2018—2020)                   | 3 (2022—2024)                               | 1 (2017)                                          |
| РФС                    | 3 (2021, 2023, 2024)            | 2 (2019, 2020)                              | 2 (2018, 2022)                                    |
| «Металлург»            | 2 (2005, 2009)                  | 8 (1998, 1999, 2003, 2004, 2006—2008, 2011) | 4 (2000—2002, 2010)                               |
| «Спартак»              | 2 (2016, 2017)                  | —                                           | —                                                 |
| «Лиепая»               | 1 (2015)                        | 1 (2017)                                    | 1 (2021)                                          |
| «Валмиера»             | 1 (2022)                        | 1 (2021)                                    | 1 (2020)                                          |
| «Даугава» (Даугавпилс) | 1 (2012)                        | —                                           | 2 (2011, 2013)                                    |
| РАФ                    | —                               | 2 (1992, 1994)                              | 2 (1993, 1995)                                    |
| «Даугава» (Рига)       | —                               | 2 (1996, 1997)                              | —                                                 |
| «Динабург»             | —                               | 1 (1995)                                    | 2 (1996, 1997)                                    |
| «Елгава»               | —                               | 1 (2016)                                    | 1 (2014)                                          |
| «Олимпия»              | —                               | 1 (1993)                                    | —                                                 |
| «Ауда»                 | —                               | —                                           | 2 (2023, 2024)                                    |
| ВЭФ                    | —                               | —                                           | 1 (1992)                                          |
| ДАГ                    | —                               | —                                           | 1 (1994)                                          |
| «Рига» (1999—2008)     | —                               | —                                           | 1 (2007)                                          |